# Denver (Carolina del Norte)
Denver es un lugar designado por el censo del condado de Lincoln en el estado estadounidense de Carolina del Norte.